# 科學實驗王
《科學實驗王》（：／ Naeileun Silheomwang）是一部南韓的喜劇與教育漫畫系列，臺灣中文版由三采文化代理。

## 故事大綱
范小宇原本是黎明國小一位四處打工，賺錢第一的學生，為了暗戀的女同學羅心怡而加入實驗社。在與其他隊員，江士元、何聰明的互動中，漸漸展現對科學實驗的熱忱，並同心協力進入全國決賽，及最後的奧林匹亞科學實驗競賽。

## 角色

#### 黎明國小（主角）
黎明國小是科學實驗王裡的主角國小，原本是個不知名的國小，後來因為實驗社進入奧林匹亞實驗大賽而得名。

##### 韓国代表B隊
范小宇（범우주）
黎明國小學生，生日3月21日，是一個不懂科學的外行人，第1集因為喜愛羅心怡的關係，而加入了黎明國小實驗社，同時強行將何聰明拉進來。總是想盡各種辦法打工賺錢。待人處事總是講義氣，比賽結果固然重要但他更看重與朋友的相處，如果敵隊為了比賽的輸贏，去操弄組員與自己之間的情感，那他寧可立刻退出比賽。在了解到自己已非過往的自己后，現在已經是一位熱愛實驗的范小宇，在了解這些事之後成功走出陰霾。
江士元（강원소）
黎明國小成績第一的學生，生日6月7日，加入實驗社，是個大少爺。有著帥氣的外表和聰明的頭腦，被許多女生喜歡（包括心怡）。一開始不喜歡范小宇，也與所有人保持距離，漸漸因為和其他社員的相處而恢復本性。一直是黎明國小實驗社的中心人物。經過48集范小宇的想像和49集范小宇問士元是否喜歡心怡，江士元真心喜歡羅心怡。50集中，心怡約出士元談話，向江士元說出謝意（並不是告白），並告訴他范小宇讓他明白另一種不同的愛。
羅心怡（나란이）
黎明國小學生，生日4月25日，加入實驗社，喜歡江士元。是個開朗善良的女孩。被范小宇喜歡，但是心怡直到第17集才隱約感知到。得知林小倩喜歡范小宇，全力想湊合他們。在隊伍中，心怡除了扮演著實力派的角色外，也總能在隊伍分崩離析之際，凝聚隊友讓大家重新團結起來。
何聰明（하자만）
黎明國小學生，當初被范小宇強行加入實驗社（也和校長陷害士元加入）。擅長作筆記，在比賽時的工作是寫報告書。在第3集，因為一場誤會而以為小倩是和他告白，之後又因為跆拳道社隊長安排而決心要和小倩告白。但在第8集知道真相，使他心碎不已。雖然蒐集了很多知識，但有時無法運用。之後又喜歡上了伊莉莎白，放下林小倩。

##### 第二季黎明國小實驗班(Alpha小隊/阿尔法小队)
由兩個學弟和兩個學妹組成，和第一實驗班同時進行實驗。
洪小蘋（홍사과）
黎明國小第二屆實驗社，生日5月4日，负責機械相關工作，崇拜范小宇。
高志奇（고제제）
黎明國小第二屆實驗社，生日4月23日，负責心靈相關工作，喜愛拍攝。
李倫（이론）
黎明國小第二屆實驗社，生日7月2日，负責程式相關工作，喜愛遊戲。
歐若拉（오로라）
黎明國小第二屆實驗社，生日12月3日，负責管理規劃等工作，性情冷靜。

##### 其他
林小倩（김초롱）
黎明國小跆拳道社主將，表現與實力都很出色。從第2集開始喜歡上小宇。第3集原本要和小宇告白，卻因為拿下眼鏡看不清楚，把聰明看成小宇，造成更多誤會。被何聰明和田在遠同時喜歡。在第15集和小宇告白，並把比賽得到的獎牌送給小宇。第17集她把比賽的獎金來買瑞士刀送給小宇，被小宇誤以為是心怡送的，這令她十分失望。 25集認識一直說自己是她男朋友的江臨。在觀看韓國B隊比賽時認識了英國隊的麗茲，兩人成為了好朋友。
黎明國小跆拳道社社長
在得知林小倩暗戀范小宇後，千方百計地要將范小宇拉進跆拳道社，最後以失敗告終。
黎明國小校長（새벽초 교창）
過去和太陽國小校長是好朋友。性格自戀，喜歡做宣傳，例如實驗社社服（第2集出現過）、曾經穿過的實驗白袍背部、雨傘，都有著校長的大頭貼。事實上相當重視學校師生的安危，曾在得知范小宇因乙醚灼傷的真相時感到憤怒。校長的老車據說比小宇的腳踏車還慢。
柯有學（가설 선생님）
黎明國小實驗社指導老師，以前曾是艾力克的老師。總是在實驗社有危機時默默的指引，並也教導他們實驗以外的事。愛徒是范小宇，幫助小宇理解實驗的樂趣。他的老師是艾力克的奶奶。在小宇乙醚事件後，自己非常自責，加上太陽國小校長的推波助瀾下，而離開了黎明國小實驗社。第24集成功回到黎明國小實驗社當指導老師。

#### 太陽國小
許大弘（허홍）
太陽國小實驗社成員，與士元是兒時玩伴。常用貶低的字眼再次強調士元與小宇的差距，也時常鄙視他們。
裴宥莉（배우리）
太陽國小新聞社，擅長蒐集資料，常和何聰明交換資料。有一天不知道從哪裡得知艾力克的消息。告知心怡士元的病情。

#### 大星國小
艾力克•伍德（에릭）
大星國小實驗社成員。第5集，千里迢迢從英國來找柯有學老師。為了勸老師，但總是無法勸走已經決定陪伴黎明國小的老師。第12集，為了報復而不回英國看已病危奶奶，帶領著大星國小要和黎明國小一決胜负。在老師離開黎明國小後，與太陽國小校長達成秘密協議，但最後並沒有遵守協議。
羅敏／拉敏/羅民（라민）
大星國小實驗社成員，常常變魔術逗大家（不過常惹來人家罵）。第17集被范小宇誤會在欺负心怡，和范小宇有著相似的性格，第18集和小宇成了朋友。
米娜（미나）
大星國小實驗社成員，脾氣暴躁，經常對羅敏的魔術十分反感，似乎喜歡艾力克。

#### 大英國小
江瑞娜/李瑞娜/世娜（강세나）
大英國小實驗社成員，士元的青梅竹馬，兩人似乎兩小無猜。第4集時出場，隸屬於大英國小實驗社。之後再度在26集登場並成為德國代表隊隊員。
張小英/張文英
大英國小實驗社新成員，心怡在補習班的好朋友，是士元粉絲團的一員，很討厭瑞娜。

##### 南韓代表A隊/未來國小
田在遠（천재원）
曾是大田國小實驗社主將，但在奧林匹亞賽敗北後而轉學到未來國小。喜歡林小倩，並稱自己是她的幼稚園同學，但林小倩不承認。在第22集因范小宇拯救他免於碎玻璃傷害，而和范小宇成為好朋友，並且不對范小宇說敬語（田在遠認為這是一種感謝方式）。
杜哈妮（도하루）
在第37集新來的美少女，未來國小實驗班候選人。擁有如范小宇的樂觀和實驗精神，雖然時常到處闖禍，但她的真正實力是值得同意的。杜哈妮在第37集的最後取得了金球老師及未來國小實驗班的同意，正式加入韓國A隊，與田在遠等人在決賽一同奮鬥。
杜萊特
未來國小第二屆實驗社，專做實驗主題的知名內容創作者，兼具帥氣的外型和過人的科學實力，相當受歡迎。

#### 高手國小（高王國小）
原本在實驗比賽可獲得晉級，但是為了參加奧林匹亞而退出比賽，而導致落敗的黎明國小能繼續晉級。
陳寬宏（한대범）
高王國小發明社成員之一，因學校沒有實驗社而代替去比賽。第2集，常常用滑板當交通工具。第5集，放棄全國大賽資格，去參加奧林匹亞比賽。為2012年10月出版的《科學發明王》（내일은발명왕）的主人公之一。

#### 大海國小
鄭安迪（정반디）
大海國小實驗社主將，在精英院與士元碰面。常常帶著耳機。第9、11集輸給了黎明國小，然而前者因實驗服事件，裁判認定黎明國小作弊，被以糟糕的形式慘勝，而後者重新比賽以堂堂正正的形式戰敗。

#### 久萬國小
劉真（유진）
久萬國小實驗社的成員，在精英院與士元碰面。曾以簡訊提醒士元要小心應戰。之後成了范小宇的朋友。第16集被黎明國小打敗。

#### 其他
金球老師（김구 선생님）
在奧林匹亞帶領韓國A、B隊的指導老師。在第28集對於范小宇的能力使終無法理解。第39集時因面對決賽而產生極大的壓力，幸好被心怡激勵才恢復正常。

#### 德國代表隊
蘇菲·巴克若（소피 바그너）
德國代表隊成員。所屬實驗社內最理性的人。興趣是陶瓷彩繪。
馬克斯·包爾（막스 바우어）
德國代表隊成員。手球隊員。在45集中不幸一氧化碳中毒而昏迷，但被瑞娜以為是被毒蟲咬到，為了救他，不惜捉了一堆毒蟲以利他辨認，令他感動不已，並宣稱瑞娜是他的女朋友。
江瑞娜/李瑞娜（강세나）
士元的青梅竹馬，原是大英國小實驗社社員，因為土撥鼠事件而與士元關係破裂，但是為了讓士元回心轉意用了許多手段，之後兩人合好如初，成為德國代表隊隊長，喜歡士元。再兩人比賽後也放下士元，與馬克斯關係曖昧。
班.馮.萊海慕（벤 본 브라운하임）
德國代表隊成員。善解人意，十分擅長小提琴。

#### 中國代表隊
江臨（강림）
中國代表A隊成員。喜歡林小倩，稱自己是林小倩的男朋友。把范小宇當成對手。後來兩人成為好朋友，在小宇受到打擊時，馬上發布專題報導扭轉觀眾氣氛。

#### 英國代表隊
伊莉莎白（莉姿）（莉茲）（엘리자베스（리즈）
英國代表隊隊員。在第31集中出場。喜歡何聰明。平時天真、糊塗，比賽時很理智。討厭超自然現象，在第35集，因為晚上窗外有不尋常的聲響而失眠。第36集時莉姿決定對韓國B隊的何聰明告白，因體悟了聰明對她的關心，因此還沒將告白說出口。兩人心意相通十分甜蜜。

#### 美國代表隊
湯瑪士/湯姆/湯姆斯（토마스）
美國A隊隊員及領導人物。自尊心及報復心強烈。先前因田在遠的事件而對田在遠耿耿於懷,且受到黎明國小影響，在決賽輸給了韓國A隊。

#### 日本代表隊
祐人
日本代表A隊隊員及領導人物。平時看似彬彬有禮且親切，但若遇到與比賽有關的事也會做出冷靜的判斷。

#### 羅馬尼亞代表隊
弗拉德（블라드）
羅馬尼亞代表隊隊員及領導人物。常被人誤認為吸血鬼。照顧會場受傷的蝙蝠。在第34集出場，第35集和美國代表A隊進行決賽，雖然被美國A隊打敗並歸國，卻打破了美國A隊會輕鬆得胜的預想。

## 各集主題
| 編號 | 中文標題           | 韓文標題              |
| ---- | ------------------ | --------------------- |
| 1    | 酸鹼中和           | 산성·염기성 대결      |
| 2    | 牛頓運動定律       | 힘의 대결             |
| 3    | 光的折射與反射     | 빛의 대결             |
| 4    | 光合作用與呼吸作用 | 생물의 대결           |
| 5    | 電流與磁力         | 전기의 대결           |
| 6    | 環境與污染         | 환경의 대결           |
| 7    | 人體的奧祕         | 인체의 대결·범우주 편 |
| 8    | 基因與遺傳         | 인체의 대결·강원소 편 |
| 9    | 天氣與氣候         | 날씨의 대결           |
| 10   | 熱能的流動         | 열의 대결             |
| 11   | 溶液與浮力         | 물의 대결             |
| 12   | 空氣的壓力與體積   | 공기의 대결           |
| 13   | 物質的特性         | 물질의 대결           |
| 14   | 岩石與礦物         | 지질의 대결           |
| 15   | 地震與火山         | 지진의 대결           |
| 16   | 波動的特性         | 파동의 대결           |
| 17   | 刺激與反應         | 자극과 반응의 대결    |
| 18   | 植物的器官         | 식물의 대결           |
| 19   | 地形與水文         | 지형의 대결           |
| 20   | 海浪與洋流         | 바다의 대결           |
| 21   | 氧化與還原         | 변화의 대결           |
| 22   | 地球的演變         | 지구 역사의 대결      |
| 23   | 月亮的週期         | 달의 대결             |
| 24   | 能量守恆定律       | 에너지의 대결         |
| 25   | 齒輪與滑輪         | 일과 도구의 대결      |
| 26   | 細胞分裂           | 탄생과 성장           |
| 27   | 經度與緯度         | 낮과 밤               |
| 28   | 昆蟲與蜘蛛         | 곤충과 거미           |
| 29   | 阿基米德原理       | 부피와 부력           |
| 30   | 燃燒與滅火         | 연소와 소화           |
| 31   | 電磁鐵與發電機     | 자석과 전류           |
| 32   | 氣體的性質         | 기체와 공기           |
| 33   | 抗原與抗體         | 바이러스와 면역       |
| 34   | 重心與平衡         | 무게와 균형           |
| 35   | 生態與環境         | 생태계와 환경         |
| 36   | 恆星與行星         | 태양과 행성           |
| 37   | 溶劑與溶質         | 용해와 용액           |
| 38   | 速度與速率         | 속도와 속력           |
| 39   | 消化作用           | 영양소와 소화         |
| 40   | 金屬與非金屬       | 원소의 대결           |
| 41   | 海洋科學           | 해양의 대결           |
| 42   | 萬有引力           | 중력과 무중력         |
| 43   | 火山地形           | 화산의 대결           |
| 44   | 火箭與核能         | 로켓과 핵무기         |
| 45   | 中毒與解毒         | 독과 해독             |
| 46   | 懸浮微粒           | 미세 먼지와 대기      |
| 47   | 傳染病與病原體     | 감염과 전염병         |
| 48   | 放射性物质         | 방사능 물질           |
| 49   | 演化論             | 진화의 대결           |
| 50   | 宇宙大爆炸         | 빅뱅 우주론           |

科學實驗王第二季
| 編號 | 中文標題         | 韓文標題                            |
| ---- | ---------------- | ----------------------------------- |
| 1    | 虚拟世界         | 산업 혁명과 증강 현실               |
| 2    | 光與聲音的傳播   | 소통의 원리 본격 대결 과학실험 만화 |
| 3    | 加密貨幣與區塊鏈 | 암호 화폐와 블록체인                |
| 4    | 大數據與傳染病   |                                     |
| 5    | 塑膠與環境汙染   |                                     |
| 6    | 無人機與自駕車   |                                     |
| 7    | 燃料與電池       |                                     |
| 8    | 太空電梯與太空站 |                                     |
| 9    | 氣候變遷與碳中和 |                                     |

1. ↑  이유범. . 파이낸셜뉴스. 2021-08-25  [2022-06-10] （韩语）.